# Partizansky (huyện của Krasnoyarsk)
Huyện Partizansky (tiếng Nga: ? райо́н) là một huyện hành chính tự quản (raion), của Vùng Krasnoyarsk, Nga. Huyện có diện tích 5036 kilômét vuông, dân số thời điểm ngày 1 tháng 1 năm 2000 là 13800 người. Trung tâm của huyện đóng ở Pertizanskoye.